# Relógio Solar de Franca
O Relógio Solar de Franca é um monumento construído entre 1886 e 1887 pelo capuchinho francês frei Germano de Annecy. Este exemplar, juntamente com outro existente na cidade de Annecy, na França, são os únicos em sua tipologia existentes em todo o mundo. É um patrimônio tombado pelo CONDEPHAAT em 1972 e considerado um dos símbolos da cidade de Franca.

## Histórico
Em 1805, foi autorizada a construção da Igreja de Nossa Senhora da Conceição da Freguesia da Franca e Rio Pardo. Com o crescimento do povoado, Franca foi elevada à categoria de vila em 1824. Ao atingir o final do século XIX, já era visível o seu desenvolvimento, através das inúmeras melhorias urbanas como, por exemplo, iluminação a querosene, construção de prédios públicos, casas de saúde, escolas, obras de saneamento e implantação da linha Mogiana. O Relógio Solar de Franca foi montado entre 1886 e 1887, pelo capuchinho francês frei Germano de Annecy, estudioso de astronomia e eletricidade, que estava no Brasil a convite de Dom Pedro II para dirigir o Observatório Meteorológico do Império. 
O relógio, construído com recursos vindos das contribuições da população local, constitui-se, juntamente com outro existente na cidade francesa de Annecy, os únicos exemplares do gênero no mundo. Trata-se de um relógio vertical, de corpo cilíndrico, com mais de 3m de altura, apoiando em seu topo um cubo, em cujas faces é feita a leitura das horas.
Em 28 de dezembro de 2017 um forte temporal atingiu Franca e uma árvore caiu em cima do monumento, danificando-o seriamente. O CONDEPHAAT enviou à cidade um arquiteto e um astrônomo para avaliarem os danos ao monumento. Após processo de restauração, o monumento foi reinaugurado em 6 de dezembro de 2019, após quase dois anos do incidente.

## Galeria

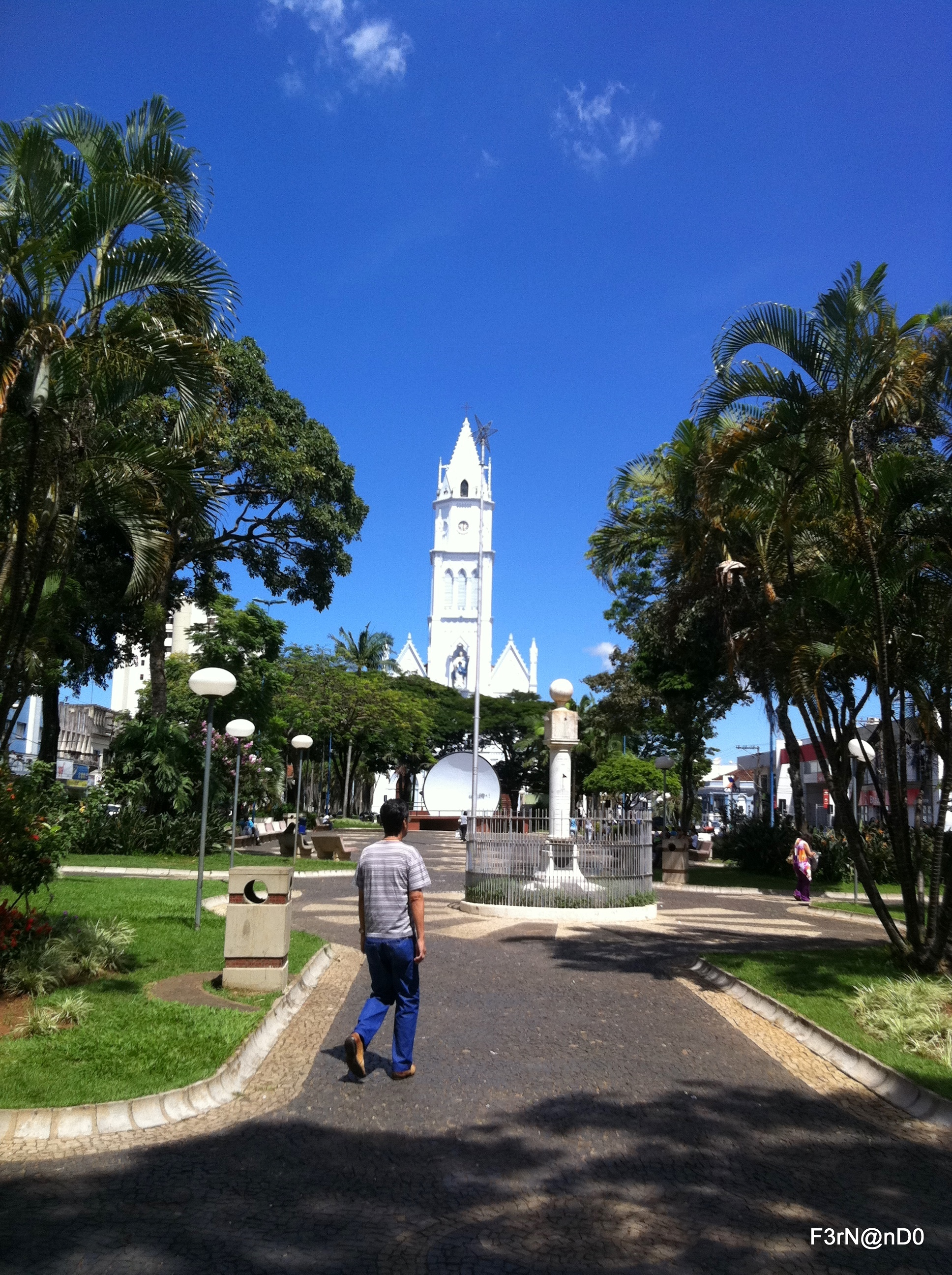
O Relógio Solar em frente a Catedral Nossa Senhora da Conceição.
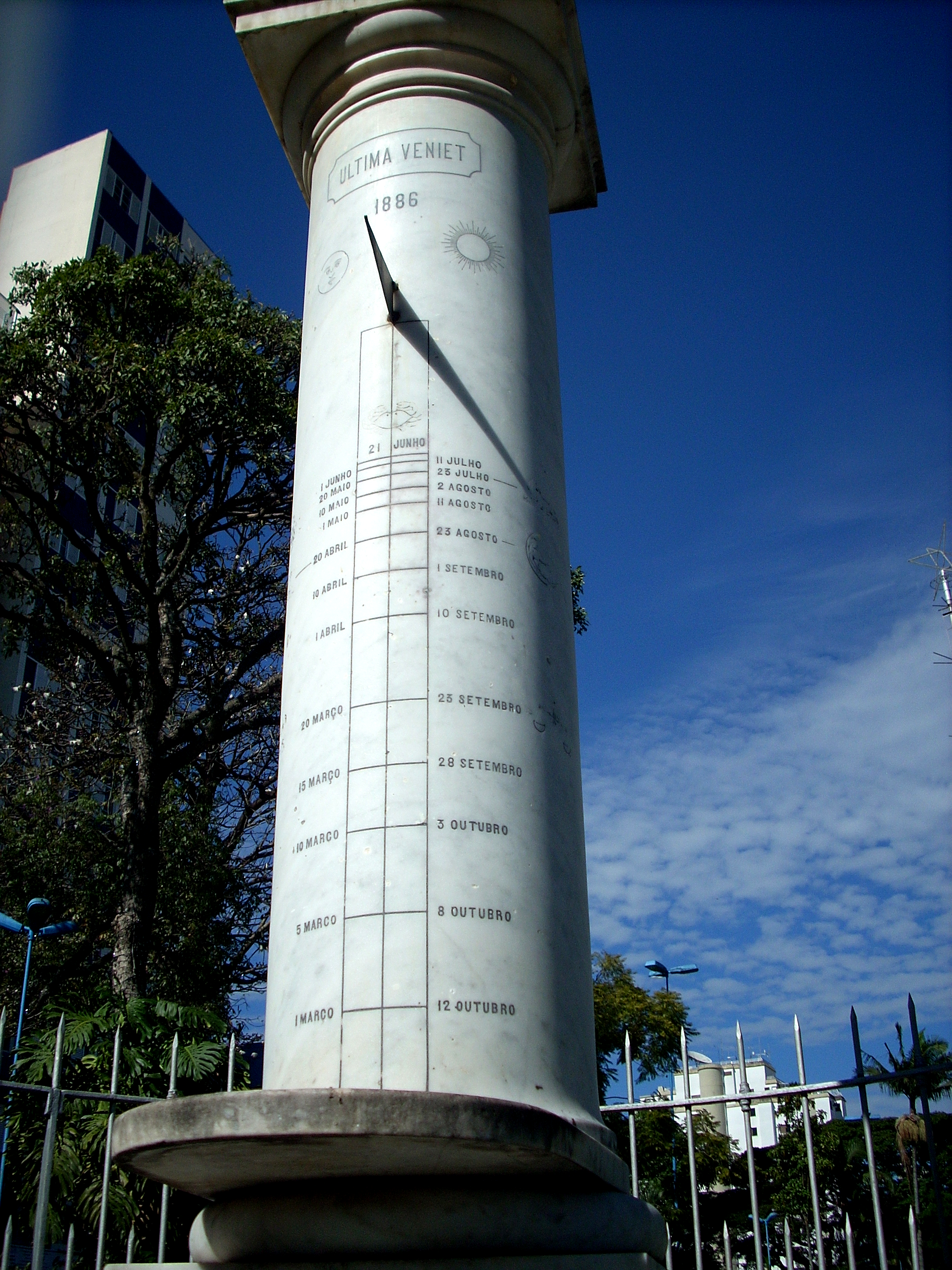
Detalhes da parte cilindrica (com o gnômon) do Relógio Solar.
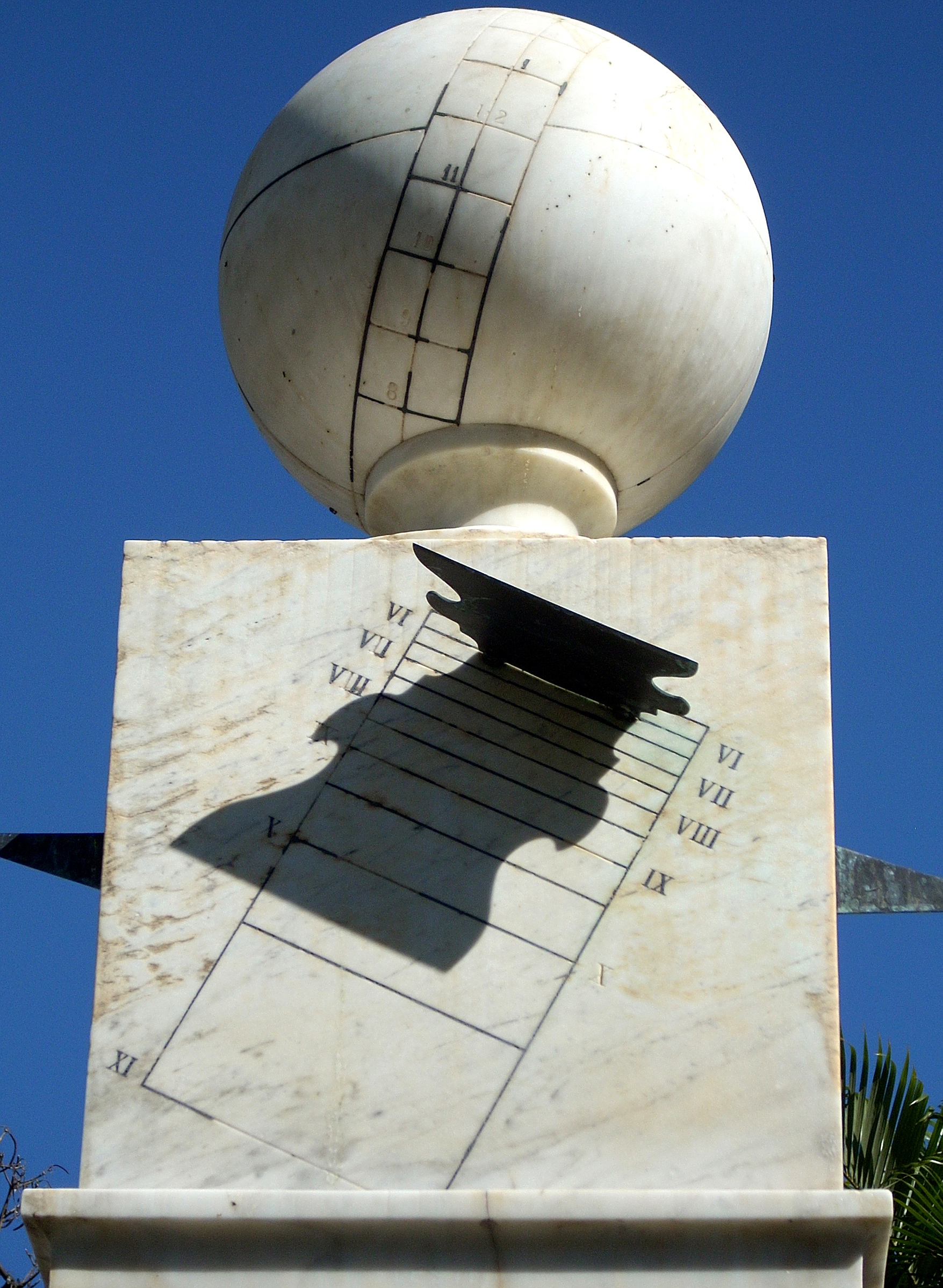
Detalhes da parte cúbica (com o gnômon) e esférica do Relógio Solar.
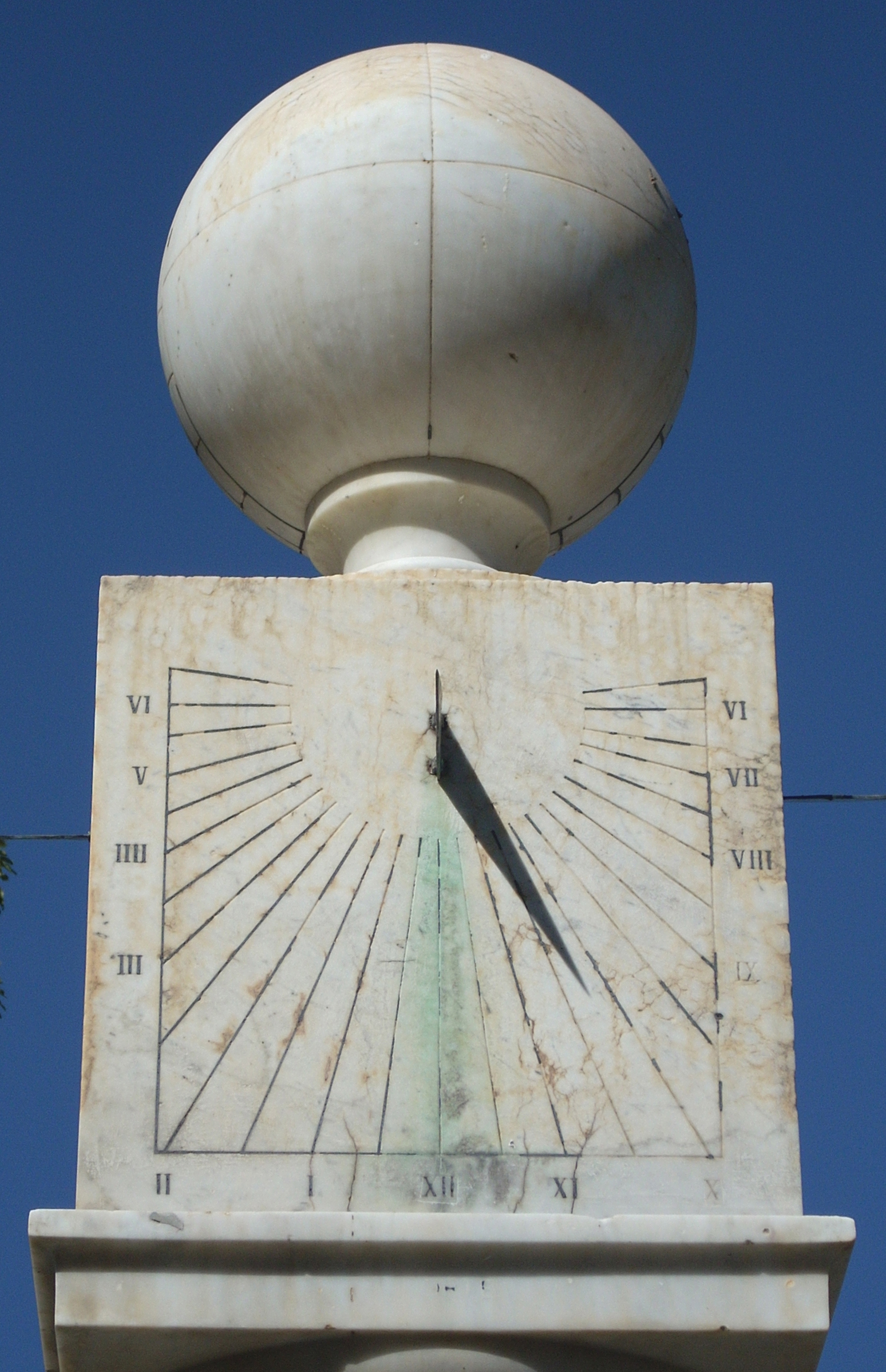
Detalhes da parte cúbica (com o gnômon) e esférica do Relógio Solar.
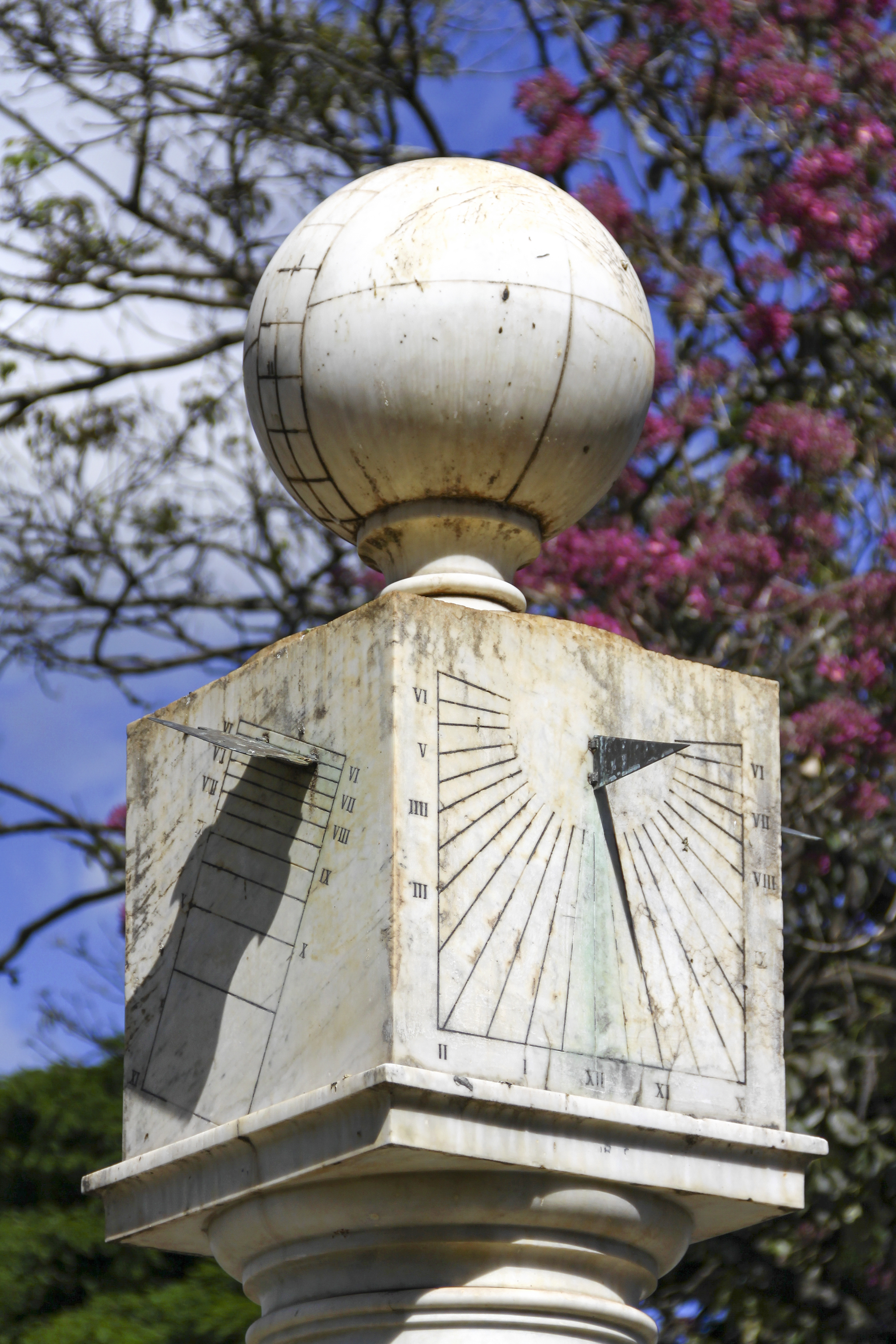
Detalhes da parte cúbica (com o gnômon) e esférica do Relógio Solar.
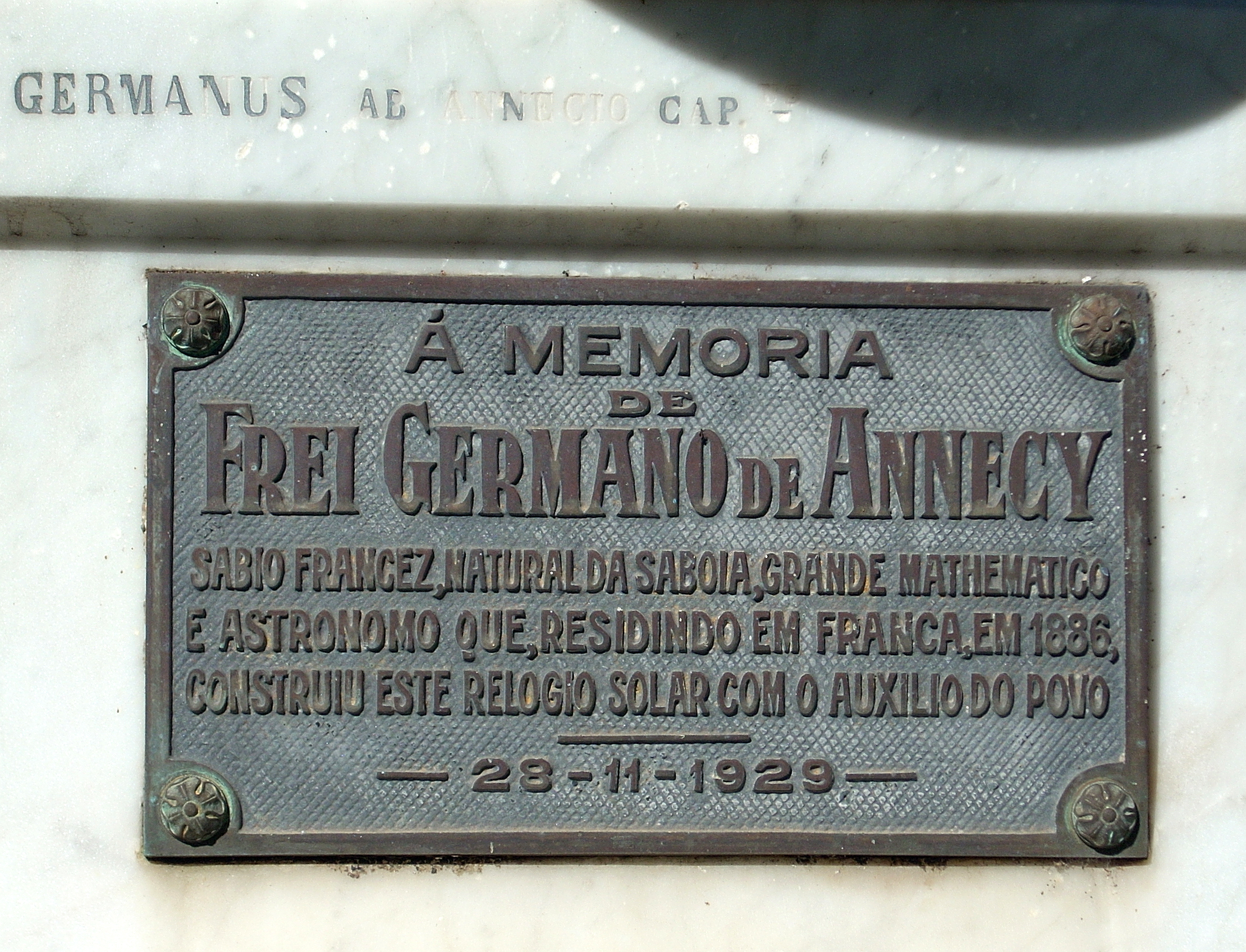
Menção a memória de Frei Germano de Annecy, na base do relógio.
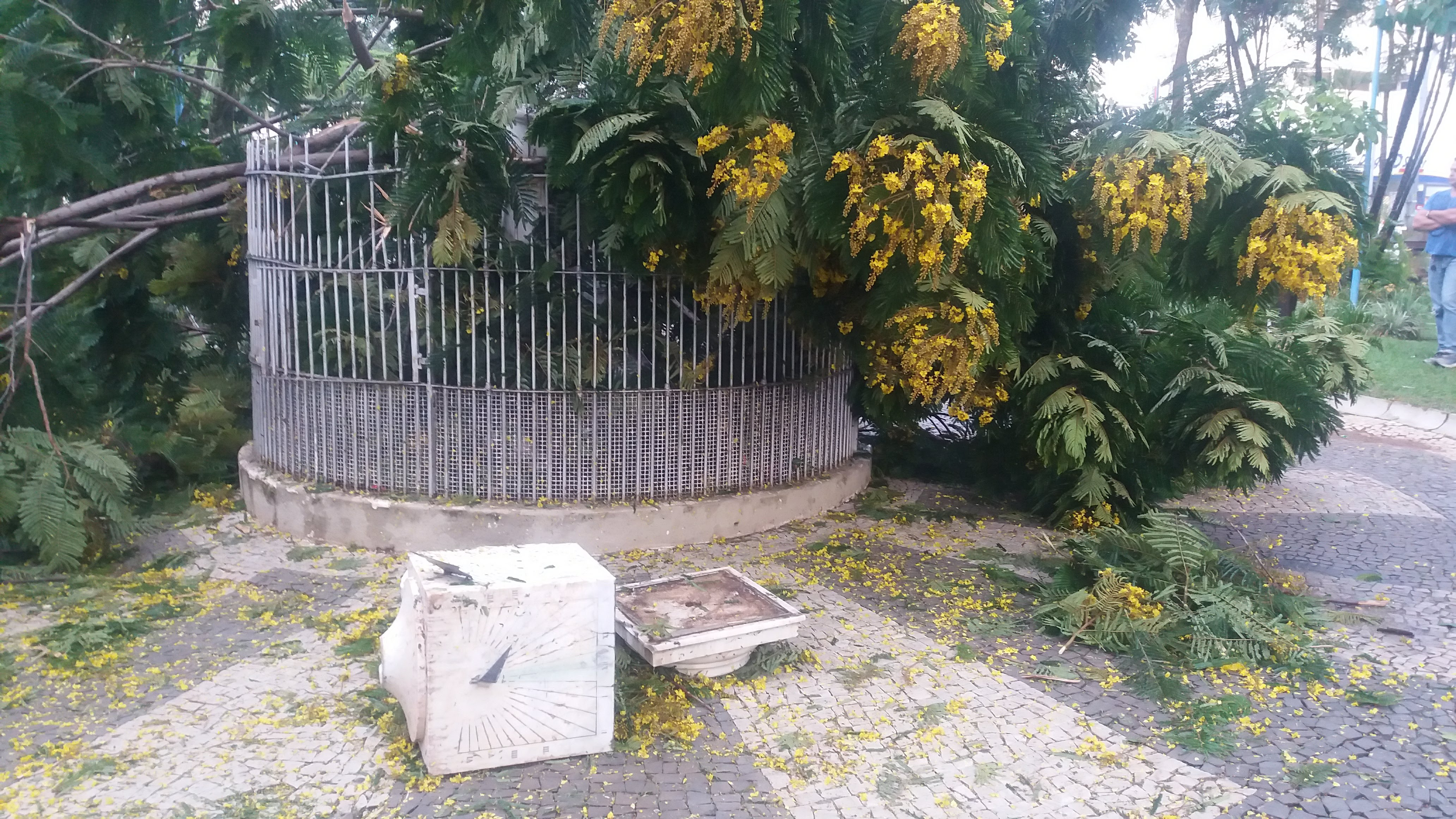
O relógio após sua destruíção em 28 de dezembro de 2017, pela queda de uma árvore, durante um temporal.